# Indialantic
Indialantic – miasto w Stanach Zjednoczonych, w stanie Floryda, w hrabstwie Brevard.